# Hans Peter Hahn
Hans Peter Hahn (* 1963) ist ein deutscher Ethnologe und seit 2007 Professor am Institut für Ethnologie der Goethe-Universität Frankfurt am Main. Er ist Vorstandsmitglied der Vereinigung für Afrikawissenschaften in Deutschland e. V. (VAD) und Programmbeauftragter des Deutsch-Französischen Master of Arts: Ethnologie und ihre deutsch-französische Perspektiven (Studiengangsvariante des Master of Arts Sozial- und Kulturanthropologie).

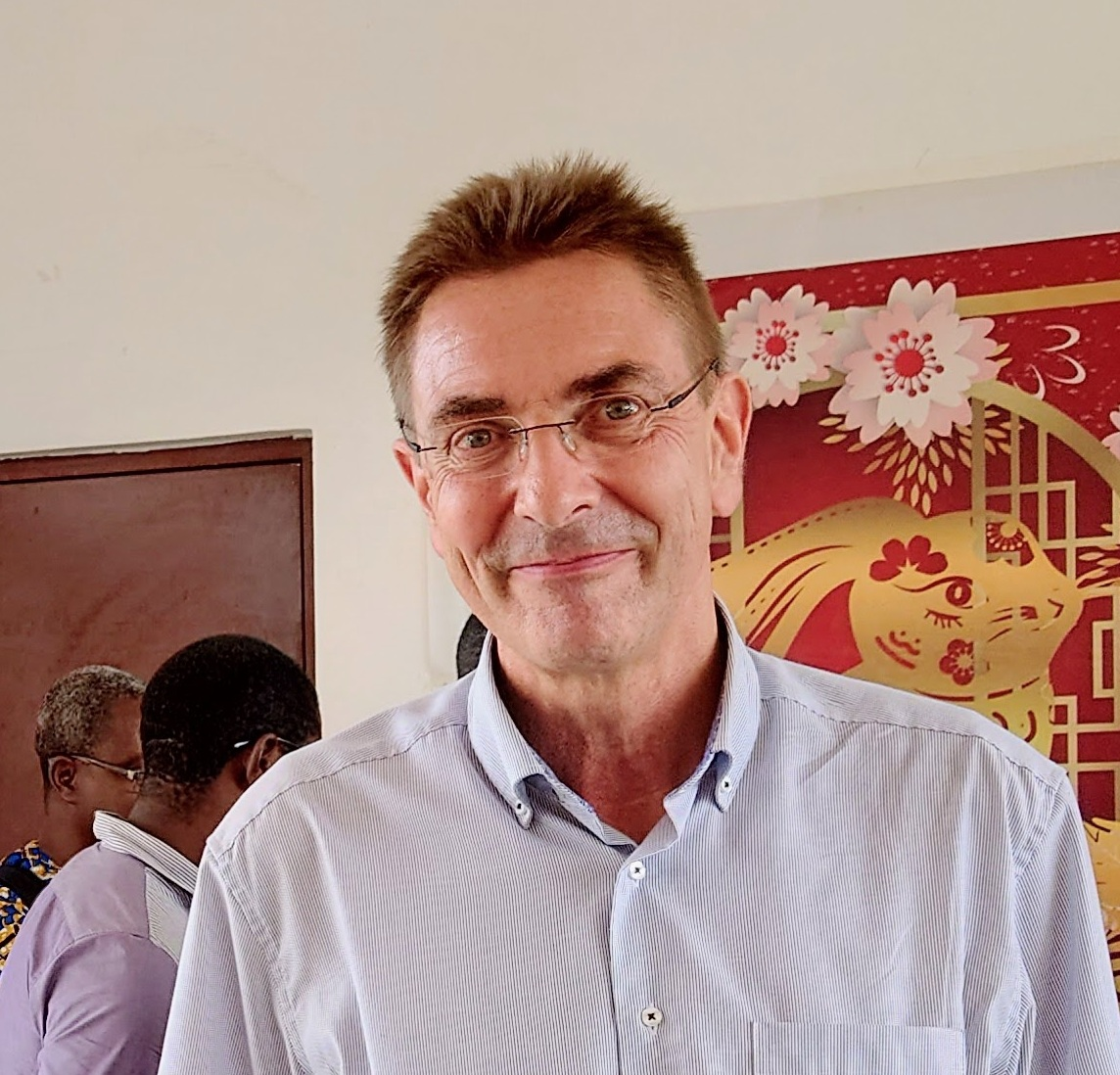
H.P. Hahn, Table ronde in Lomé, 22. März 2023

## Werdegang
Hans Peter Hahn studierte 1984–1989 Ethnologie, Archäologie und Biologie an der Goethe-Universität Frankfurt am Main. Von 1989 bis 1994 war er Wissenschaftlicher Mitarbeiter des Verbundforschungsprogramms Kultur und Umwelt in der westafrikanischen Savanne (SFB 268). Nach seiner Promotion zum Dr. phil. in Frankfurt 1994 studierte er 1995–1996 als Postdoktorand am Graduiertenkolleg Interkulturelle Beziehungen in Afrika der Universität Bayreuth, wo er anschließend bis 2006 als Wissenschaftlicher Mitarbeiter am Institut für Ethnologie arbeitete. Er habilitierte sich 2002 mit einer Schrift über Die Dinge des Alltags und materielle Kultur in Kollo, einem Dorf der Kasena in Burkina Faso. Seit 2007 lehrt er als Professor für Ethnologie mit regionalem Schwerpunkt Westafrika an der Goethe-Universität in Frankfurt.
Hans P. Hahn leitete 2010–2019 das Graduiertenkolleg über „Wert und Äquivalent“. Während seines Aufenthaltes als Fellow bei der DFG Kolleg-Forschungsgruppe 2615 – FU-Berlin (April–September 2019) untersuchte Hahn die Rolle materieller Kultur für gesellschaftliche Differenzierung. Während es zahlreiche ethnografische Beispiele für die „Architektur der Macht“ gibt, haben sich wichtige Ethnologen, z. B. Edmund Leach, kritisch zu einer solchen Verknüpfung von Objekten und Bedeutung geäußert. Er leitete, zusammen mit Aegidia Souto und Jean-Louis Georget, ein deutsch-französisches Doktorandenkolleg mit dem Titel „Den ‚Anderen‘ repräsentieren: Museen, Universitäten, Ethnologie“ an den Standorten Goethe-Universität (Frankfurt) und der Universität Paris III (Nouvelle Sorbonne) auf. Das Kolleg thematisiert die Zukunft ethnologischer Sammlungen und Museen. Es soll zur Internationalisierung der Debatte beitragen und zur Klärung des Status von Sammlungen insbesondere mit Beständen aus kolonialen Zusammenhängen. Es hat am 1. Januar 2023 seine Arbeit aufgenommen.

## Forschungsschwerpunkte
Westafrika (Burkina Faso, Ghana, Togo), Materielle Kultur, ethnologische Museen, Konsum, Migration und Mobilität, sowie Globalisierung.

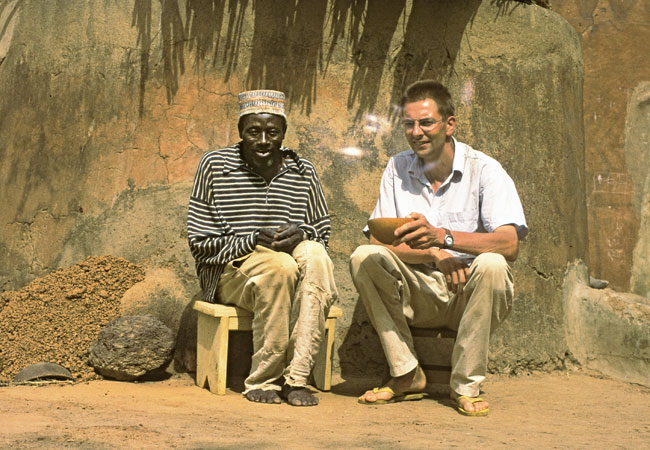
H.P. Hahn im Gespräch mit dem Dorfdelegierten Matthias Cirapia bei einem Treffen in Kollo-Zekka Burkina Faso, September 2005

## Veröffentlichungen (Auswahl)
Monographien
- 2015 Vom Eigensinn der Dinge. Für eine neue Perspektive auf die Welt des Materiellen. Berlin: Neofelis.
- 2013: Ethnologie. Eine Einführung. Berlin: Suhrkamp.
- 2005: Materielle Kultur. Eine Einführung. Berlin: Reimer (2. Auflage 2014).
- 2002: Die Dinge des Alltags und materielle Kultur in Kollo (Kasena, Burkina Faso). (Habilitationsschrift, Universität Bayreuth).
- 1997: Techniques de métallurgie au Nord Togo. (Übersetzung von „Eisentechniken in Nord-Togo“ (1993), (= Collection Patrimoines, 6), Lomé: Université du Bénin.
- 1996: Die materielle Kultur der Konkomba, Kabyè und Lamba in Nord-Togo. Ein regionaler Kulturvergleich. (zgl. Diss., Frankfurt/M. 1994), (= Westafrikanische Studien, 14), Köln: Köppe.
- 1993: Eisentechniken in Nord-Togo. (= Kulturanthropologische Studien, 21), Münster: Lit.
- 1991: Die materielle Kultur der Bassar. (= Arbeiten aus dem Seminar für Völkerkunde der Johann Wolfgang Goethe-Universität Frankfurt/M., 24), Stuttgart: Franz Steiner

Herausgeberschaft
- 2022, mit Anja Klöckner und Dirk Wicke: Values and Revaluations: The Transformation and Genesis of 'Values in Things' from Archaeological and Anthropological Perspectives. Oxford: Oxbow.
- 2021, mit Oliver Lueb, Karoline Noack und Katja Müller: Digitalisierung ethnologischer Sammlungen. Perspektiven aus Theorie und Praxis. Bielefeld: transcript.
- 2019 mit Fr. Neumann: Das neue Zuhause. Haushalt und Alltag nach der Migration. Frankfurt a. M.: Campus.
- 2017: mit Helmut Groschwitz, Paola Ivanov und Thomas Laely: Ethnologie und Weltkulturenmuseum Positionen für eine offene Weltsicht. Berlin: Vergangenheitsverlag.
- 2015 mit Mario Schmidt und Emanuel Seitz: Marcel Mauss – Schriften zum Geld. Berlin: Suhrkamp.
- 2015 mit Philipp Stockhammer: Lost in Things. Fragen an die Welt des Materiellen. Münster: Waxmann.
- 2014 mit S. Samida und M.K.H. Eggert: Handbuch Materielle Kultur. Bedeutungen, Konzepte, Disziplinen. Stuttgart: Metzler

Artikel
- 2022: The Africanized Bicylce. In: Norcliffe, G. (Hrsg.): Routledge Companion to Cycling. London: Routledge, S. 388–395.
- 2022: Wilhelm Wundt et la phase de formation de l'ethnologie de langue allemande. Une critique de la 'psychologie des peuples. In:  Revue Germanique Internationale, 35:171-185.
- 2022: Gibt es eine Sprache der Dinge? In: Berliner Theologische Zeitschrift, 39:38-52.
- 2022: Die Unverfügbarkeit der Dinge. Notizen zur Destabilisierung des Mensch-Ding-Verhältnisses. In: Beuerbach, J. et al. (Hg.): Der Stand der Dinge. Theorien der Aneignung und des Gebrauchs. Basel: Schwabe, S. 35–50.
- 2022: mit Kokou Azamede: Von der Afrikaforschung zur afrikabezogenen Forschung. In: Forschung Frankfurt, (1):53-55.
- 2022: mit Thompson G. Kwarkye: Inherited Political Structures in Ghana: What Role for Networks and Hierarchies in explaining their efficiency? In: Soziale Systeme, 25 (1):132-144.
- 2021: Notizen zur 'Amazonifizierung' der Museumssammlung. Widersprüche zwischen Plattformmacht und Selbstverständnis des Museums. In: Hahn, H.P., K. Noack, und K. Müller (Hg.): Digitalisierung ethnologischer Sammlungen. Perspektiven aus Theorie und Praxis. Bielefeld: transcript, S. 55–75.
- 2021: Die versteckte Gabe. Über einige Irrtümer zum Konzept der 'Gabenökonomie. In: Zeitschrift für Wirtschafts- und Unternehmensethik, 22 (1):28-45.
- 2021: Den Dingen misstrauen. Perspektiven auf die subversive Mehrdeutigkeit des Materiellen. In: Brugger, I. und V. Rudorler (Hg.): Daniel Spoerri. Köln: Franz König, S. 120–133.
- 2020: Wenn Dinge erzählen. Potential und Problematik der Objektbiografien. In: Blamberger, G., R. Görner, und A. Robanus (Hg.): Biography – A Play? Poetologische Experimente mit einer Gattung ohne Poetik. (= Internationales Kolleg Morphomata, 47). Paderborn: Fink, S. 209–228.
- 2020: How Close are Things to us? On the Relation between the Incidental and the Valuable, Cambridge Archaeological Journal, 30 (1):168-172.
- 2017: Mobilität, Austausch und Zukunftsfähigkeit. In: ifa, 20. April 2017.
- 2017: Der Eigensinn der Dinge: warum sich Objekte in bestimmten Momenten anders verhalten, als sie es sollten. In: helden. heroes. héros, 1 (1).
- 2016: Auf der Suche nach den Armen. Warum Armut in den Kulturwissenschaften so oft unsichtbar bleibt. In: Meller, H. (Hg.): Arm und Reich : Zur Ressourcenverteilung in prähistorischen Gesellschaften. Halle: Landesamt für Denkmalpflege und Archäologie Sachsen-Anhalt, S. 101–109.
- 2016: Dinge als unscharfe Zeichen. In: Walz, M. (Hg.): Handbuch Museum. Geschichte, Aufgaben, Perspektiven. Stuttgart: Metzler, S. 14–18.
- 2016: How Many Things? Material Possessions and Materiality. In: Public History Weekly, 4 (20): o. S.
- 2016: Things in the back mirror. Über Wechselwirkungen zwischen Arten zu sehen und Vorstellungen von Dingen. In: ARTES Jahrbuch, 2015/2016, S. 76–86.
- 2016: Die Unsichtbarkeit der Dinge. Über zwei Perspektiven zu materieller Kultur in den Humanities. In: Kalthoff, H., T. Cress, und T. Röhl (Hrsg.): Materialität. Herausforderungen für die Sozial- und Kulturwissenschaft. Paderborn: Fink, S. 45–62.
- 2016: Sammlungen – besondere Orte von Dingen. In: Hofmann, K.P., T. Meier, und D. Mölders (Hg.): Massendinghaltung in der Archäologie. Der material turn und die Ur- und Frühgeschichte. Leiden: Sidestone, S. 23–42.
- 2015: Die geringen Dinge des Alltags. Kritische Anmerkungen zu einigen aktuellen Trends der Material Culture Studies. In: Braun, K., C.-M. Dieterich, und A. Treiber (Hg.): Materialisierung von Kultur. Diskurse – Dinge – Praktiken. Würzburg: Königshausen &  Neumann, S. 28–42.
- 2008: mit Ludovic Kibora: The Domestication of the Mobile Phone. Oral Society and new ICT in Burkina Faso. In: Journal of Modern African Studies 46, S. 87–109

## Drittmittelprojekte (Auswahl)
- DFG-Netzwerk Public Anthropology Wissenspraktiken und gesellschaftliche Interventionen der ethnologischen Fächer (Laufzeit 01/2022 – 12/2024)
- Deutsch französisches Doktorandenkolleg zum Thema „Den Anderen repräsentieren: Museen, Universitäten,Ethnologie“ (Laufzeit 01/2023 – 12/2026)
- Aufenthalt als Gastwissenschaftler an der University of Ghana in Accra (Legon) für ein Tandem-Fellowship mit dem Thema „Was ist Restitution?“ (Laufzeit 10/2022 – 03/23)